# Bengt Lidner
Bengt Lidner (født 16. marts 1757 i Göteborg, død 4. januar 1793) var en svensk digter.
Allerede som skoledreng vakte Lidner opmærksomhed ved sin digteriske gave, men synes tillige allerede dengang at have udmærket sig ved en vis uordentlighed, der allerede nu fremkaldte tanken om at sende ham til søs. Han fik dog lejlighed til at komme til Lunds Universitet (februar 1774), hvor han ligeledes gjorde sig bemærket ved litterære interesser, digterisk evne og — uordentlighed. Han stod netop i begreb med at forsvare en juridisk afhandling, som hans professor havde skrevet, da han pludselig — formodentlig på grund af en eller anden forseelse — nytår 1776 blev hjemkaldt og indrulleret som letmatros på en ostindiefarer til en rejse til Kina. Men ankommet til Kap rømte han fra skibet (april 1776), og det lykkedes ham at komme tilbage.
Han fik allerede september 1776, takket være hjælp af en velynder, lejlighed til at studere i Greifswald og opholdt sig nu først ved dette universitet og senere vistnok i Rostock, dog uden at aflægge nogen eksamen. 1779 kom han til Stockholm i håb om der at kunne bryde sig en bane som digter. Han udgav samme år en samling fabler, som tilegnedes den da etårige kronprins. Hans fabler blev udsat for hård kritik, men hofkansler Christoffer Bogislaus Zibet blev en mæcen for ham og dermed vaktes kong Gustav III's opmærksomhed. Med understøttelse af kongen sendtes han nu til udlandet for at uddanne sig til dramatisk digter. Først styrede han kursen til Göttingen, hvor han under den berømte Heyne studerede græske tragedier. Desuden modtog han et levende indtryk af den i Tyskland herskende Sturm und Drang-stemning, der ikke blev uden indflydelse på hans poesis udvikling.
Imidlertid spillede han en underlig rolle, optrådte pralende og storagtig, blev fængslet for gæld og endte med, i steden for at studere græske tragedier, "selv at spille den Tragedie, belastet med Gæld, at rejse derfra inkognito" (1780). 1781 opholder han sig, efter igen at være blevet taget til nåde af kongen, i Paris som sekretær hos ministeren og digteren Creutz. Her sysselsatte han sig med et ikke i hans levetid trykt sørgespil, Erik XIV, helt og holdent et barn af hans Werther-stemning, om end støbt i den franske tragedies Fformer; alle karaktererne er subjektive verdenssmertetyper. Også her tog hans ophold en bedrøvelig ende, idet Creutz ikke kunde udholde hans uordentlige levned.
I 1782 er Lidner atter i Stockholm. Den Thorild-Kellgrenske strid var da begyndt. Lidner — Rousseauaner med liv og sjæl og nu tillige frondør i politikken — stillede sig på den oppositionelle side og blev Thorilds meningsfælle og beundrer, hvorhos han leverede poetiske bidrag til et politisk oppositionsblad. Af større betydning var dog de selvstændige arbejder, han i de nærmeste år udgav, og som betegner hans digtnings højdepunkt og hører til det mest sublime i svensk digtning. Forrest blandt disse står Grefvinnan Spastaras död (1783), omarbejdet og udvidet 1786, en livfuld skildring af en moders opofrelse for at redde sit barn under et jordskælv, ved hvilken lejlighed hun selv omkommer, rigt isprængt med subjektive hjerteudgydelser af overordentlig kraft og skønhed, om end med overdrevne partier.
Endvidere skal nævnes Medea (1784), en operatekst, af hvilken ligeledes to forskellige versioner foreligger, et pragtstykke af poetisk inspiration.
Så megen beundring end digteren Lidner vakte, gjorde mennesket Lidner alt for at hindre ham selv i at komme frem. Hans ulykkelige hang til drik forvoldte formindsket arbejdskraft, slappet poetisk intuition, og hans følgende arbejder lider ved, at de store tilløb ikke fuldendtes. Forgæves søgte han en sekretærpost hos kongen. I nogen tid førte han et vandrende troubadurliv som snyltegæst på herregårde i Finland, hvor han i en noget aldrende frøken Hastfehr fandt en beundrerinde, med hvem han 1788 giftede sig. Året efter flyttede han tilbage til Stockholm, hvor han levede i fattigdom. De mærkeligste arbejder fra hans sidste år er hans store digt Yttersta Domen, hvis begyndelse er sjælden storslået, samt forskeliige krigssange. Kort før sin død fik han af hertug Karl titel af kongelig sekretær.
Lidner er den mest begavede svenske repræsentant for det sublime, følsomme digt af den Rousseauske retning, medens Thorild er dens bannerfører på prosaens område. Men han er ikke blot denne retnings åndrigste digter; han er i en vis henseende også dens offer, idet han ved afguderi overfor den naturlige følelse kom til i sit liv som i sin digtning at savne al hold, hvorved hans begavelse ikke fik sin rette vækst, hans digteriske anlæg ikke deres fulde udvikling, men tidlig forkrøbledes. Grundtrækket i Lidners digtning er elegisk, men han rent ud fråser i sin sorg; han finder vellyst i sine tårer. Med sit utøjlede følelsessværmeri forener han en rig, vidtsvævende fantasi og et stort formtalent, med særligt øre for ordenes pragt og glans. Men i hans digtning som i hans liv er der noget brudt og halvt.